# Rejon preński
Rejon preński (lit. Prienų rajono savivaldybė) – rejon w południowej Litwie.